# Brasil Ladies Cup de 2023
Brasil Ladies Cup de 2023, oficialmente Meta Brasil Ladies Cup 2023, por motivos de patrocínios, foi a terceira edição do torneio amistoso de futebol feminino, organizado pela Federação Internacional de Football Soccer Society (FIFOS) em parceria com a Federação Paulista de Futebol (FPF), e foi realizado entre 3 e 10 de dezembro de 2023.

## Formato e participantes
Assim como nas edições anteriores, o formato teve as oito equipes participantes divididas em dois grupos (A e B), sendo a final entre o primeiro colocado de cada grupo.
Os participantes foram: Cruzeiro, Ferroviária, Flamengo, Internacional, Santos, São Paulo, Atlético Nacional, da Colômbia, e Seleção Paraguaia.

## Primeira fase

### Grupo A
| Pos | Equipe            | Pts | J | V | E | D | GP | GC | SG  | Classificado              |
| --- | ----------------- | --- | - | - | - | - | -- | -- | --- | ------------------------- |
| 1   | Internacional     | 7   | 3 | 2 | 1 | 0 | 8  | 1  | +7  | Classificado para a final |
| 2   | São Paulo         | 6   | 3 | 2 | 0 | 1 | 5  | 1  | +4  |                           |
| 3   | Cruzeiro          | 4   | 3 | 1 | 1 | 1 | 2  | 2  | 0   |                           |
| 4   | Atlético Nacional | 0   | 3 | 0 | 0 | 3 | 0  | 11 | −11 |                           |

#### Partidas
Todas as partidas seguiram o horário oficial de Brasília (UTC−3).
Primeira rodada
| 3 de dezembro | Atlético Nacional | 0 – 1        | Cruzeiro          | Santo André                |  |
| 17:00         |                   | ge Soccerway | Byanca Brasil 17' | Estádio: Bruno José Daniel |  |

| 3 de dezembro | Internacional    | 1 – 0        | São Paulo | Santo André                |  |
| 20:00         | Belén Aquino 35' | ge Soccerway |           | Estádio: Bruno José Daniel |  |

Segunda rodada
| 5 de dezembro | São Paulo                                                            | 4 – 0        | Atlético Nacional | Santo André                |  |
| 18:00         | Mariana Santos 15' · Rafa Mineira 26' · Gláucia 78' · Isa 88' (pen.) | ge Soccerway |                   | Estádio: Bruno José Daniel |  |

| 5 de dezembro | Cruzeiro             | 1 – 1        | Internacional | Santo André                |  |
| 21:00         | Camila Arrieta 90+1' | ge Soccerway | Soll 75'      | Estádio: Bruno José Daniel |  |

Terceira rodada
| 7 de dezembro | Internacional                                                                    | 6 – 0        | Atlético Nacional | Santo André                |  |
| 16:30         | Letícia Monteiro 8' · Paty Llanos 9' · Djeni 32', 81', 90+3' · Priscila Flor 76' | ge Soccerway |                   | Estádio: Bruno José Daniel |  |

| 7 de dezembro | São Paulo    | 1 – 0        | Cruzeiro | Santo André                |  |
| 19:15         | Danielli 69' | ge Soccerway |          | Estádio: Bruno José Daniel |  |

### Grupo B
| Pos | Equipe      | Pts | J | V | E | D | GP | GC | SG | Classificado              |
| --- | ----------- | --- | - | - | - | - | -- | -- | -- | ------------------------- |
| 1   | Santos      | 7   | 3 | 2 | 1 | 0 | 8  | 2  | +6 | Classificado para a final |
| 2   | Flamengo    | 7   | 3 | 2 | 1 | 0 | 7  | 4  | +3 |                           |
| 3   | Paraguai    | 3   | 3 | 1 | 0 | 2 | 7  | 11 | −4 |                           |
| 4   | Ferroviária | 0   | 3 | 0 | 0 | 3 | 4  | 9  | −5 |                           |

#### Partidas
Todas as partidas seguiram o horário oficial de Brasília (UTC−3).
Primeira rodada
| 4 de dezembro | Ferroviária      | 1 – 3        | Flamengo                                  | Santo André                |  |
| 17:00         | Suzane Pires 26' | ge Soccerway | Crivelari 17' · Isadora 59' · Darlene 79' | Estádio: Bruno José Daniel |  |

| 4 de dezembro | Santos                                              | 5 – 1        | Paraguai           | Santo André                |  |
| 20:00         | Cristiane 9', 82' · Ana Carla 27' · Ketlen 38', 78' | ge Soccerway | Griselda Garay 29' | Estádio: Bruno José Daniel |  |

Segunda rodada
| 6 de dezembro | Paraguai                                                              | 4 – 3        | Ferroviária                         | Santo André                |  |
| 11:00         | Liz Peña 33' · Griselda Garay 56' · Cindy Ramos 66' · Liz Barreto 70' | ge Soccerway | Mylena Carioca 37', 40' · Laryh 68' | Estádio: Bruno José Daniel |  |

| 6 de dezembro | Flamengo  | 1 – 1        | Santos    | Santo André                |  |
| 15:30         | Laysa 76' | ge Soccerway | Ketlen 8' | Estádio: Bruno José Daniel |  |

Terceira rodada
| 8 de dezembro | Ferroviária | 0 – 2        | Santos                         | Santo André                |  |
| 18:30         |             | ge Soccerway | Ketlen 24' · Bia Menezes 90+7' | Estádio: Bruno José Daniel |  |

| 8 de dezembro | Flamengo                                  | 3 – 2        | Paraguai                          | Santo André                |  |
| 21:30         | Crivelari 9' · Gisseli 56' · Monalisa 83' | ge Soccerway | Camila Barbosa 28' · Liz Peña 46' | Estádio: Bruno José Daniel |  |

## Final
| 10 de dezembro | Internacional    | 1 – 0        | Santos | Estádio do Canindé, São Paulo |
| 16:00          | Belén Aquino 49' | ge Soccerway |        |                               |

## Premiação
| Brasil Ladies Cup de 2023          |
| Brasil                             |
| ---------------------------------- |
| INTERNACIONAL Campeão (1.º título) |